# Таблиця маршрутизації
Таблиця маршрутизації (англ. routing table) — електронна таблиця (файл) або база даних, що зберігається на маршрутизаторі або мережевому комп'ютері, що описує відповідність між адресами призначення і інтерфейсами, через які слід відправити пакет даних до наступного маршрутизатора. Є найпростішою формою правил маршрутизації.
Таблиця маршрутизації зазвичай містить:
- Адресу мережі або вузла призначення, або вказівку, що маршрут є маршрутом за замовчуванням (default route)
- Маску мережі призначення (для IPv4-мереж маска / 32 (255.255.255.255) дозволяє вказати одиничний вузол мережі)
- Шлюз, що позначає адресу маршрутизатора в мережі, на яку необхідно надіслати пакет, що прямує до вказаної адреси призначення
- Інтерфейс (залежно від системи це може бути порядковий номер, GUID або символьне ім'я пристрою)
- Метрику — числовий показник, що задає перевагу маршруту. Чим менше число, тим кращий маршрут (інтуїтивно розуміється як відстань).

У таблиці може бути один, а в деяких операційних системах і кілька шлюзів за замовчуванням. Такий шлюз використовується для мереж, що не мають більш конкретних маршрутів в таблиці маршрутизації.
| =========================================================================== Interface List 0x1 ........................... MS TCP Loopback interface 0x2 ...00 14 2a 8b a1 b5 ...... NVIDIA nForce Networking Controller 0x3 ...00 50 56 c0 00 01 ...... VMware Virtual Ethernet Adapter for VMnet1 0xd0005 ...00 53 45 00 00 00 ...... WAN (PPP/SLIP) Interface =========================================================================== =========================================================================== Active Routes: Network Destination Netmask Gateway Interface Metric 0.0.0.0 0.0.0.0 89.223.67.129 89.223.67.131 20 60.48.85.155 255.255.255.255 89.223.67.129 89.223.67.131 20 60.48.105.1 255.255.255.255 89.223.67.129 89.223.67.131 20 60.48.172.103 255.255.255.255 89.223.67.129 89.223.67.131 20 60.48.203.116 255.255.255.255 89.223.67.129 89.223.67.131 20 60.49.71.132 255.255.255.255 89.223.67.129 89.223.67.131 20 66.36.138.228 255.255.255.255 89.223.67.129 89.223.67.131 20 66.36.152.228 255.255.255.255 89.223.67.129 89.223.67.131 20 74.108.102.130 255.255.255.255 89.223.67.129 89.223.67.131 20 89.223.67.128 255.255.255.192 89.223.67.131 89.223.67.131 20 89.223.67.131 255.255.255.255 127.0.0.1 127.0.0.1 20 89.255.255.255 255.255.255.255 89.223.67.131 89.223.67.131 20 127.0.0.0 255.0.0.0 127.0.0.1 127.0.0.1 1 164.77.239.153 255.255.255.255 89.223.67.129 89.223.67.131 20 192.168.23.0 255.255.255.0 192.168.23.1 192.168.23.1 20 192.168.23.1 255.255.255.255 127.0.0.1 127.0.0.1 20 192.168.23.255 255.255.255.255 192.168.23.1 192.168.23.1 20 192.168.192.0 255.255.255.0 192.168.192.251 192.168.192.251 1 192.168.192.251 255.255.255.255 127.0.0.1 127.0.0.1 50 192.168.192.255 255.255.255.255 192.168.192.251 192.168.192.251 50 212.113.96.250 255.255.255.255 89.223.67.129 89.223.67.131 20 219.95.153.243 255.255.255.255 89.223.67.129 89.223.67.131 20 224.0.0.0 240.0.0.0 89.223.67.131 89.223.67.131 20 224.0.0.0 240.0.0.0 192.168.23.1 192.168.23.1 20 224.0.0.0 240.0.0.0 192.168.192.251 192.168.192.251 50 255.255.255.255 255.255.255.255 89.223.67.131 89.223.67.131 1 255.255.255.255 255.255.255.255 192.168.23.1 192.168.23.1 1 255.255.255.255 255.255.255.255 192.168.192.251 192.168.192.251 1 Default Gateway: 89.223.67.129 =========================================================================== |
| Приклад таблиці маршрутизації (loopback, дві мережеві карти та VPN-з'єднання) |

Типи записів в таблиці маршрутизації:
- маршрут до мережі
- маршрут до хоста
- маршрут за замовчуванням